# Mouloudia Club d'Oran (basket-ball)
Cet article concerne la section basket-ball du Mouloudia Club d'Oran. Pour les autres sections, voir MC Oran (homonymie).
La section basket-ball est l'une des sections du club omnisports du Mouloudia Club d'Oran, l'équipe a été dissoute en 1994 sous la présidence de Youcef Djebbari.

## Histoire
La section basket-ball du Mouloudia Club d'Oran a été créé avec la fondation du club le 1er janvier 1917. Elle est dissoute en 1956 après arrêt des activités sportives des clubs musulmans de 1956 à 1962, par ordre du FLN dans le cadre de la Guerre d'Algérie.
La section est recréée à nouveau à la fin des années 1970. Le club remporte deux titres en championnat et en coupe d'Algérie. Mais dans les années 1990 et à la suite de mauvaises gestions administratives, la section est finalement dissoute en 1994.

## Palmarès
- Championnat d'Algérie de basket-ball

Champion (1) : 1984
- Coupe d'Algérie de basket-ball

Vainqueur (1) : 1990
Finaliste (1) : 1991

## Grands joueurs du passé
| - Said Abdelhadi - Hassen Bentayeb - Aziz Kamraoui - Mahi Mouden - Miloud Slami - Abdelkader Soudani |

Bouzid Youcef
SEREIR Djamel

## Anciens entraîneurs
| - Kaddour Bilekhdar - Daho Foul |